# Varys
(Varys, Il gioco del trono)
Varys è un personaggio fittizio della saga letteraria di genere fantasy medievale Cronache del ghiaccio e del fuoco, creata dallo scrittore statunitense George R. R. Martin, inoltre compare nella serie televisiva Game of Thrones.
Esso fu introdotto per la prima volta nel romanzo Il gioco del trono del 1996, Varys nacque in una città libera di Essos, Lys.  Oltre a ciò, compare in altri romanzi, tra cui: Lo scontro dei re (1998), Tempesta di spade (2000), Il banchetto dei corvi (2005) e Una danza con i draghi (2011).

## Caratteristiche
È un eunuco e fa parte del Concilio Ristretto del re come Maestro dei Sussurri, responsabile dell'apparato di spionaggio del Regno. Disprezzato in pubblico, ma temuto in privato, trame e segreti sono infatti il suo pane quotidiano e raramente esiste qualcosa nei Sette Regni e al di là del Mare Stretto che sfugge alla tela del Ragno Tessitore.
La fittissima rete di informatori è composta principalmente da bambini che vengono definiti da lui stesso uccelletti. Egli stesso è abilissimo nell'arte del travestimento tale da rendersi, volendo, irriconoscibile, riuscendo a cambiare persino la propria voce e la propria andatura.
A corte però è solito presentarsi sempre con sgargianti vesti di seta e pantofole morbidissime che gli permettono di camminare senza produrre alcun suono.
Il titolo di lord è puramente onorifico essendo legato alla carica di membro del Concilio Ristretto e non a terre o castelli. Apparentemente non ha interessi o ambizioni a livello personale e la sua fedeltà va solo al benessere del reame, indipendentemente da chi comanda.
È grassoccio e completamente calvo con corporatura robusta. È solito tenere le dita intrecciate e carezzarsi leziosamente le guance durante le conversazioni. Ama curare il suo aspetto alla perfezione, incipriandosi e aspergendosi di forti profumi che lo rendono immediatamente riconoscibile. È anche per questo che, quando ricorre ai suoi travestimenti e ai suoi trucchi per cambiare l'aspetto, diventa impossibile sospettare che un tale genere di eunuco possa diventare, ad esempio, un rozzo omaccio dei bassifondi, puzzolente di sudore e vino di infima qualità.

## Biografia del personaggio

### Passato
Figlio di uno schiavo di Lys, da ragazzino faceva parte di una compagnia di guitti. Un giorno uno stregone di Myr lo comprò dal suo proprietario per usarlo come componente in un incantesimo per comunicare con un'entità soprannaturale non meglio precisata: fu da questo stregone che, completamente paralizzato ma cosciente a causa di un narcotico, venne mutilato dell'intero apparato riproduttivo, che fu poi gettato in un braciere. Quest'esperienza ha sviluppato in lui una profonda avversione verso chiunque pratichi arti magiche. Abbandonato a se stesso in quanto ormai privo di utilità, si guadagnò di che vivere in modi poco dignitosi, poi fece fortuna specializzandosi nel furto di documenti.
In seguito Varys stringe amicizia con un mercenario di nome Illyrio Mopatis, con cui instaura un accordo in base al quale Varys ruba degli oggetti a dei ladri minori, e Illyrio recupera questi oggetti per conto dei proprietari per un piccolo compenso. In questo modo Varys e Illyrio si arricchiscono molto. Varys realizza che le informazioni sono molto più preziose di oro e gemme, e inizia a costituire una rete di spie, nota allora come i suoi "ratti", in modo da ottenere informazioni, lettere, registri e carte dei ricchi e dei potenti.
In qualità di Maestro di Spie ha servito re Aerys II il Folle e, durante la ribellione di Robert Baratheon, gli suggerì di non aprire le porte alle armate di Tywin Lannister che si trovavano sotto le mura di Approdo del Re, ma il sovrano ascoltò il parere contrario del Gran Maestro Pycelle e la città fu saccheggiata dalle armate Lannister.
Venuto a conoscenza che Gendry è uno dei figli bastardi di re Robert, si traveste da nobile e paga al miglior maestro armaiolo del regno, Thobo Mott, il doppio del prezzo che quest'ultimo è solito chiedere per l'apprendistato di un qualsiasi ragazzo. Il prezzo maggiore è dato per il silenzio e la discrezione del mastro armaiolo.

### Il gioco del trono
Dopo il Torneo del Primo Cavaliere, Varys si traveste e fa visita a lord Eddard Stark nelle sue stanze, mettendolo al corrente dei piani della regina Cersei Lannister di voler uccidere re Robert Baratheon. Afferma di avere pace e stabilità come obiettivi, e di voler aiutare lord Eddard nelle sue indagini sulle trame dei Lannister. Varys rivela in modo molto vago che il precedente Primo Cavaliere, Jon Arryn, è stato avvelenato con le Lacrime di Lys, poiché "stava facendo troppe domande".
Successivamente, Varys mostra al Concilio Ristretto il rapporto di ser Jorah Mormont che parla della gravidanza di Daenerys Targaryen, che porta re Robert a ordinare l'assassinio della ragazza e del bambino nel suo grembo. Poco dopo Varys incontra Illyrio Mopatis nelle segrete sotto la Fortezza Rossa, per discutere su come ritardare lo scoppio di una guerra fra Stark e Lannister in attesa del momento opportuno. Alla morte di re Robert, Varys mantiene la posizione di maestro delle spie al servizio di re Joffrey. In seguito all'imprigionamento di Eddard Stark, Varys gli fa visita travestito da carceriere e cerca di convincerlo a mentire confessando il tradimento, per preservare la vita di sua figlia Sansa, in modo che Cersei gli permetta di prendere il nero, evitando così una possibile guerra fra Stark e Lannister. Quando Ned si mostra riluttante, Varys lascia intendere che i Lannister uccideranno Sansa se lui continua a resistere. Eddard domanda quindi a Varys di chi sia realmente al servizio, e questi afferma che lo scopo delle sue macchinazioni non è il potere personale, l'onore o la lealtà, ma solo gli interessi del reame nel suo complesso. Nonostante i tentativi di Varys di mantenere in vita Eddard Stark, Joffrey ignora il parere del concilio e decide all'ultimo minuto di far giustiziare Ned, invece di lasciargli prendere il nero fra lo stupore di tutti i presenti.

### Lo scontro dei re
Quando a Tyrion Lannister viene assegnata la carica di Primo Cavaliere del re, si viene a creare una fragile alleanza fra quest'ultimo e Varys, in cui il primo riceve dal secondo informazioni sugli avvenimenti nella città. Varys aiuta Tyrion a prendere il controllo della guardia cittadina e gli rivela che suo cugino ser Lancel Lannister e la regina Cersei stanno avendo dei rapporti sessuali. Varys aiuta anche a proteggere Shae, mettendo a punto un percorso segreto attraverso il quale Tyrion può raggiungerla e nascondere la sua vera identità a Cersei. Durante le loro attività, Varys racconta a Tyrion di come è stato castrato. Viene anche rivelato che è stato lo stesso Varys a mandare Gendry dai Guardiani della notte insieme a Yoren, in modo che non venisse ucciso dagli scagnozzi di Cersei per il solo crimine di essere il figlio bastardo di Robert.

### Tempesta di spade
Dopo essersi ripreso dalle ferite subite nella Battaglia delle Acque Nere, Tyrion Lannister si mette in contatto con Varys per continuare la loro alleanza, che include il suo aiuto nel facilitare i suoi incontri segreti con Shae. Varys accetta, ma quando Tyrion viene accusato dell'omicidio di re Joffrey, Varys testimonia contro di lui, fornendo parti di conversazioni fra loro e una gran quantità di prove apparentemente schiaccianti. Quando Tyrion viene condannato a morte, tuttavia, Varys, minacciato da Jaime Lannister libera il nano. Varys obbedisce, e lungo il percorso fra i tunnel segreti sotto la Fortezza Rossa conduce Tyrion ad una scala che il nano riconosce come quella che conduce agli appartamenti del Primo Cavaliere, portandolo a valutare la possibilità di accedere alle sue vecchie stanze per cercare suo padre. Varys protesta in modo curiosamente fiacco contro questa ipotesi, consigliando a Tyrion di fuggire in fretta, ma allo stesso tempo dandogli indicazioni precise su come raggiungere lord Tywin Lannister. Tyrion decide allora di salire lungo la scala, finendo poi per uccidere suo padre. Dopo tale evento Varys sparisce senza lasciare traccia.

### Una danza con i draghi
Varys sfrutta i passaggi segreti della Fortezza Rossa per introdursi nelle stanze del Gran Maestro Pycelle e lo uccide. Manda quindi uno dei suoi “uccelletti” a chiamare ser Kevan Lannister, diventato Lord Reggente dopo la caduta in disgrazia di Cersei, col pretesto di una convocazione da parte del Gran Maestro. Quando Kevan entra nella stanza, Varys lo colpisce con un dardo di balestra, per poi scusarsi e spiegare che non ha agito così per rancore, ma perché la competenza politica di Kevan rischiava di riparare i danni causati dalle follie di Cersei e mandare all'aria gli anni di attenta pianificazione di Varys. Spiega quindi a Kevan che Aegon Targaryen è ancora vivo, e che sono già in atto dei preparativi per la sua ascesa al trono che gli spetta; fa inoltre notare come la morte di Kevan servirà a causare ulteriori dissapori fra i Lannister e i Tyrell, così da facilitare la conquista di Aegon e la sua incoronazione, per il bene del reame. Varys chiama quindi alcuni dei suoi “uccelletti” per porre fine alle sofferenze di ser Kevan.

## Trasposizione televisiva
Nella serie televisiva de Il Trono di Spade della HBO, Varys viene interpretato dall'attore nordirlandese Conleth Hill. In tale versione, il suo ruolo è complessivamente fedele a quello che ricopre nei libri fino all'inizio della quinta stagione: da qui in seguito, differentemente dai romanzi, si schiera con Daenerys Targaryen, divenendone un consigliere e riuscendo a creare un'alleanza tra lei, i Tyrell, i Martell e alcune schiere dei Greyjoy guidate da Theon e Yara. In qualità di capo delle spie di Daenerys, tenta di consigliare la Regina dei Draghi affinché agisca nell'interesse del popolo in modo non tirannico. A causa delle perdite che subisce nel corso delle battaglie contro gli Estranei e dei conflitti contro le armate di Cersei Lannister, Daenerys inizia a comportarsi proprio come una dispotica conquistatrice e Varys, man mano, matura l'idea di favorire l'ascesa al Trono di Jon Snow (del quale scopre le vere ascendenze Targaryen): per tale scelta, viene giustiziato da Daenerys, che lo fa bruciare da Drogon.

## Premi e nomination
| Anno | Premio                    | Categoria                                                             | Risultato       | Fonte        |
| ---- | ------------------------- | --------------------------------------------------------------------- | --------------- | ------------ |
| 2011 | Scream Award              |                                                                       | Candidato/a     | [ 7 ]        |
| 2012 | Screen Actors Guild Award | Screen Actors Guild Award per il miglior cast in una serie drammatica | Candidato/a     | [ 8 ]        |
| 2015 | Empire Award              |                                                                       | Vincitore/trice | [ 9 ] [ 10 ] |
| 2017 | Screen Actors Guild Award | Screen Actors Guild Award per il miglior cast in una serie drammatica | Candidato/a     | [ 11 ]       |